# Modder River (Stadt)
Modder River (englisch) oder Modderrivier (afrikaans) ist eine Stadt südlich von Kimberley am Zusammenfluss der Flüsse Modder und Riet in der Provinz Nordkap in Südafrika.
Im Zweiten Burenkrieg fand hier die Schlacht von Modder River statt.